# Famille d'Arcimoles
La famille d'Arcimoles est une famille subsistante d'ancienne bourgeoisie française, originaire de Sousceyrac, dans le Lot.

## Histoire
En 1903 et en 1918, Gustave Chaix d'Est-Ange écrit que la famille d'Arcimoles est originaire de Sousceyrac, dans le Quercy, qu'on ne lui connaît pas de principe d'anoblissement, qu'elle n'a pas fait enregistrer son blason à l'armorial général de 1696, qu'elle n'a pas pris part aux assemblées de la noblesse de sa région en 1789. Il débute la généalogie de cette famille avec Michel d'Arcimoles, seigneur de Roumegoux, fils de Jean d'Arcimoles, docteur en droit en 1666. Michel d'Arcimoles avait épousé en 1720 Antoinette Delpon, fille d'un procureur du roi en l'élection de Figeac. Ils sont les parents de Guillaume Darcimoles ou d'Arcimoles, qui était procureur conseiller du roi en l'élection de Figeac sous le règne du roi Louis XIV.
Margeritte Meja, veuve de maître Guillaume d'Arcimoles, et sa fille engagèrent un procès criminel pour sorcellerie à l'encontre d'un de leur valet dénommé Jean Lacam de Théminettes et de Jeane de Pegourie de Thémines. Ces derniers avouèrent sous la question avoir fourni une pomme empoisonnée par le démon et avoir empoisonné quatre petits enfants. Lacam et de Pegourie furent pendus sur la place de Galhard à Cahors et leurs corps brûlés. Leurs complices furent appréhendés et questionnés.

## Filiation
Jean Arcimolles est désigné procureur de Sousceyrac dans le premier testament de Jehan (Jean III) de Caylus-Castelnau daté du 29 juin 1522 ;
- Jean d'Arcimoles, reçu docteur en droit le 31 mai 1666, aurait épousé, selon de Magny mais infirmé par Chaix d'Est-Ange, Anne de Bideran de la lignée de Saint-Cyr-la Popie[1].
  - Michel d'Arcimoles, seigneur de Roumégoux à Théminettes, a épousé le 15 mai 1720, Antoinette Delpon, fille d'un procureur du roi en l'élection de Figeac[1] ;
    - Guillaume Darcimoles ou d'Arcimoles (1723-1795), est sous le règne du roi Louis XIV procureur conseiller du roi en l'élection de Figeac[1]. IL épouse Françoise Elisabeth Lagarde.
      - Jean Louis Darcimoles ou d'Arcimoles (1764-1839) épouse c Marie Rose Françoise Charlotte de Lachèze Murel.
        - Pierre-Marie-Joseph Darcimoles, (1802-1857), né à Rueyres, évêque du Puy-en-Velay en 1840, puis archevêque d'Aix-en-Provence en 1847[1].
        - Auguste Darcimoles (1805-1894), chevalier de l'ordre national de la Légion d'honneur, commandeur de l'ordre de Saint-Grégoire-le-Grand, maire de Rueyres[4] et conseiller général du canton de Lacapelle-Marival de 1833 à 1871[1]. Il épouse Marie Thérèse du Griffolet.
          - Fernand d'Arcimoles (1838-1910), avocat, maire de Rueyres, très apprécié par ses administrés, d'après son hommage posthume publié par le conseil municipal de Rueyres dans l'Action pyrénéenne le 31 janvier 1910[5]. Il épouse Louise Mourlhon.
            - Raoul d'Arcimoles, (1869 (Autoire) - 1917), capitaine de frégate, chevalier de la Légion d'honneur, mort en mer pour la France le 17 septembre 1917[6]. Il épouse  Henriette d'Aupias de Blanat.
              - Émeric d'Arcimoles (1904 (Lorient) - 1994 (Boulogne-Billancourt)), Saint-Cyr promotion "du Chevalier Bayard" 1923-1925, général de brigade, croix de guerre des T.O.E. avec palme[7].
              - Guy d'Arcimoles (1906-1986) épouse Anne-Marie de Gaulejac.
                - Emeric d'Arcimoles (1948[8]), PDG de plusieurs entreprises dans l'aéronautique, commissaire général du salon du Bourget[9],[10], président d'Agen-Garonne Entreprises[11].

## Châteaux
La famille d'Arcimoles a possédé plusieurs châteaux[réf. nécessaire] :
- château de Roumégoux à Théminettes ;
- château d'Arcimoles à Rueyres.

## Alliances
Les principales alliances de la famille d'Arcimoles sont : Delpon (1720), de Lagarde, de La Chèze-Murel (1800), du Griffolet (1833), Bessières.

## Armes
Les armes de la famille D'azur à une fasce d'argent chargée de trois artichauts de sinople.

## Pour approfondir